# Zeichnung (Architektur)

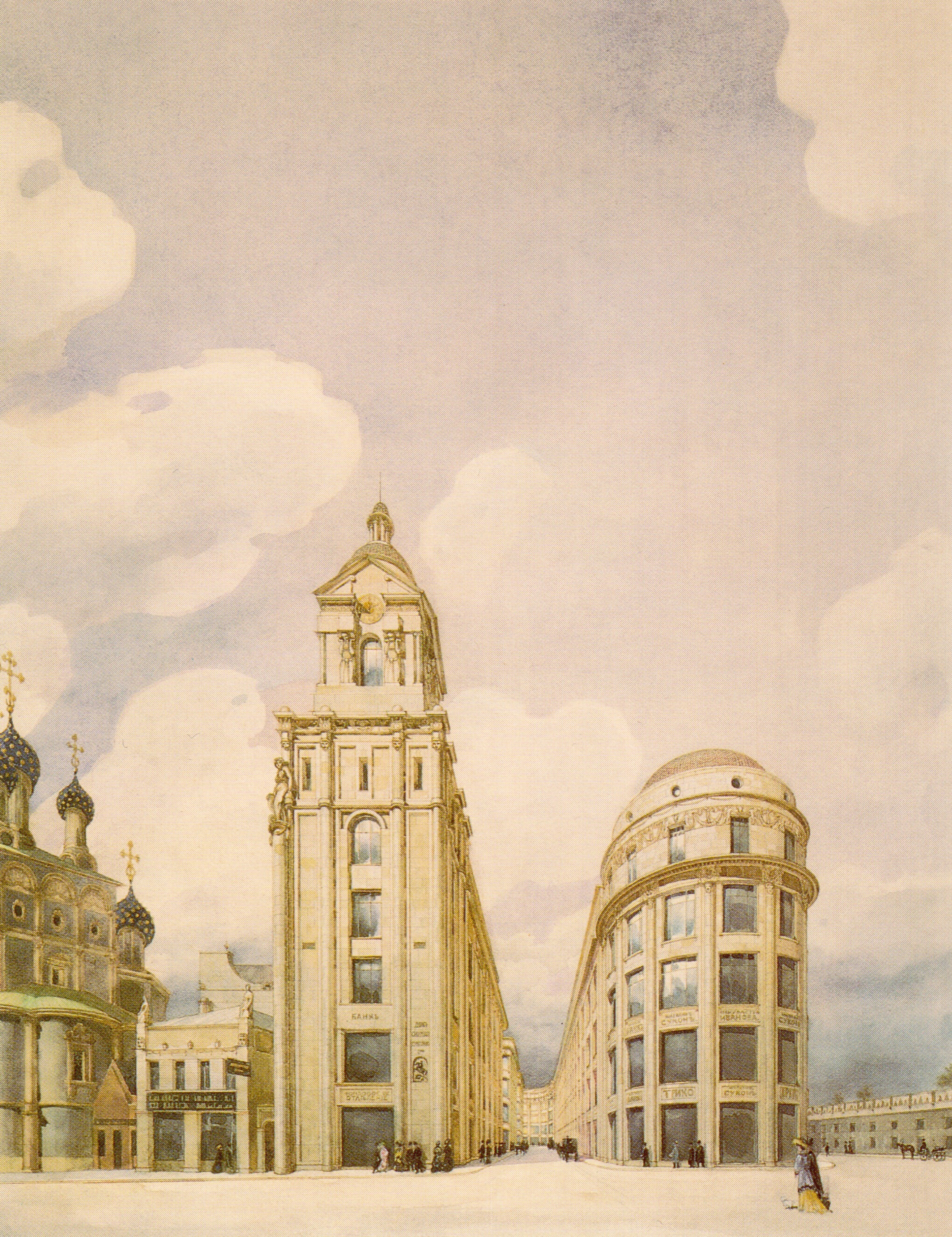
Zeichnung des Geschäftsgebäudes der Nord-Versicherung von Iwan Rerberg, 1909–12

Eine Architekturzeichnung (auch Architektenzeichnung, Entwurfszeichnung oder Präsentationszeichnung) ist eine Form der Architekturdarstellung. Der Architekt benutzt diese Zeichnungen und Skizzen, um seine Ideen zu entwickeln, zu artikulieren und schließlich zu präsentieren. Für die Ausführung des erarbeiteten Bauwerks werden Bauzeichnungen angefertigt.

## Inhalte und Zweck

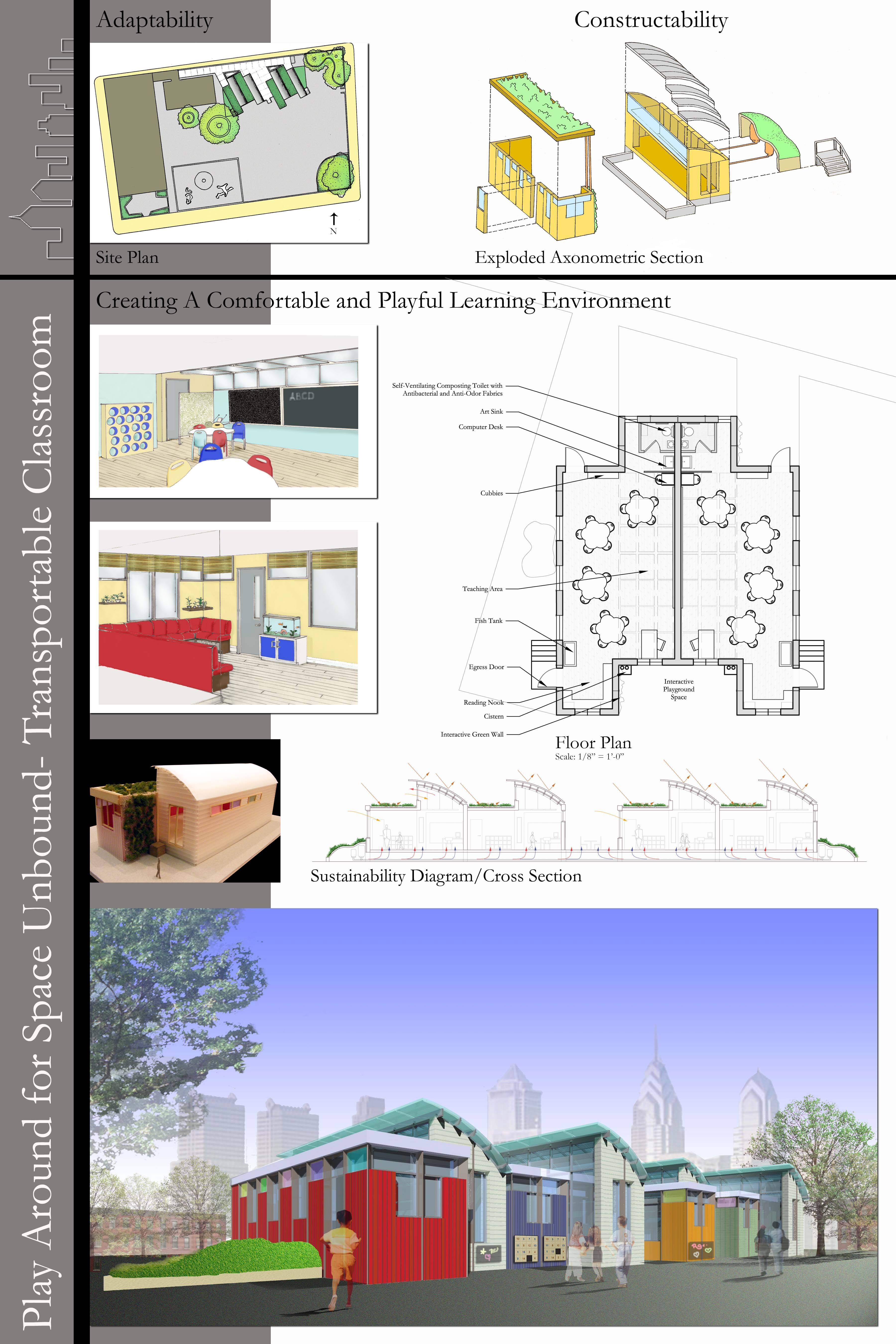
Architekturzeichnung mit verschiedenen Zeichnungen zur umfassenden Darstellung eines Entwurfs (2008)

Die Architektenzeichnung ist an keinerlei formale Regeln oder Konventionen gebunden. Vielmehr kommt es bei dieser Art der Zeichnung darauf an, die dahinterstehende Idee möglichst prägnant darzustellen. So kann man dasselbe Objekt auf vielerlei Art und Weise darstellen (z. B. in Architekturwettbewerben), keine Form der Darstellung ist dabei „richtiger“.
Der Entwurf wird klassischerweise in Grundriss, Aufriss bzw. Ansichten und Schnitten dargestellt (vgl. Dreitafelprojektion). Dazu kommen noch Perspektiven oder Isometrieen, also dreidimensionale Darstellungen und Details. Der übliche Maßstab liegt dabei zwischen 1:5000 – 1:500 für Gelände- und Lagepläne bis zu 1:100 für Grundrisse und Schnitte. Die Bemaßung spielt eine untergeordnete Rolle, da es auf die Idee ankommt, nicht auf präzise Baumaße.
Auch die Analytique ist eine Darstellungsweise für Entwürfe und Bauwerke.
Inhalt der Zeichnung ist neben der lesbaren bzw. verständlichen Beschreibung der unmittelbaren Gebrauchsfähigkeit des Objekts oft auch die ästhetische Darstellung, um potentielle Bauherren, Investoren oder die Jury bei einem Wettbewerb von der künstlerischen Einzigartigkeit des Entwurfs überzeugen zu wollen. So kommt es, dass einige Zeichnungen bis ins Künstlerisch-Abstrakte gehen. Die Zeichnungen von Zaha Hadid sind ein Beispiel für diese Überhöhung der Ästhetik.

## Einsatzbereich
Architektenzeichnungen kommen zum Einsatz im Studium, bei Arbeitstreffen innerhalb von Arbeitsgruppen und Büros, bei Präsentationen vor Bauherren, Investoren, Entscheidungsgremien aller Art, sie werden im Rahmen von Baugenehmigungsverfahren und bei Wettbewerben eingereicht.

## Erstellung
Erste Ideen werden in der Form von Skizzen entwickelt. Ist ein gewisser Entwicklungsstand erreicht, wird die Idee in Zeichnungen oder Collagen festgehalten. Bis zum Ende des 20. Jahrhunderts geschah dies mit Bleistift und Tusche auf Papier. Da viele Zeichnungen freihändig gezeichnet wurden und die Linien dadurch leicht verwackeln, sprach man umgangssprachlich gelegentlich von einer Zittergrafik. Dann wurden die Zeichnungen mit bestimmten Schraffurtechniken, Farbstiften (Buntstifte, copicstifte) oder farbigen bzw. gemusterten Klebefolien weiter ausgestaltet. Auch mehrschichtige Collagentechniken mit transparenten, farbigen oder beklebten Folien kamen zum Einsatz.
Seit den 1990er Jahren hat die CAD-Technik immer mehr an Bedeutung gewonnen. Die meisten Architekten erstellen ihre Zeichnungen größtenteils digital am Rechner. Die digitalen Daten werden mit Hilfe von Plotter (Tintenstrahl- oder Laserverfahren) in Farbe oder monochrom gedruckt. Eine Alternative ist die Präsentation mittels Videoprojektors.